# Varronia macrodonta
Varronia macrodonta är en strävbladig växtart som först beskrevs av Ellsworth Paine Killip, och fick sitt nu gällande namn av J.S.Mill. Varronia macrodonta ingår i släktet Varronia och familjen strävbladiga växter. Inga underarter finns listade i Catalogue of Life.